# Robert Morton
Robert Morton (?,omstreeks 1430-40 - ?, na 13 maart 1479) was een Engelse componist en zanger in dienst van de Bourgondische hertogen. Hij stond in zijn tijd in hoog aanzien. Het overgeleverde repertoire betreft driestemmige rondelen.

## Leven
Over het leven van de "chappelain anglois" is weinig geweten. Hij kan rond 1440 in Engeland of als kind van Engelse ouders in Bourgondië geboren zijn. Van 1457 tot 1476 stond hij als "clerc" of "chappellain" van de hofkapel in dienst van het Bourgondische hertogen. Hij ontving er bij indiensttreding 75 "Livre", om zich volgens de hofetiquette te kunnen kleden. Het lijkt erop dat hij dan al langer in Brussel woonde.
Hij begon aanvankelijk als een soort "freelance" medewerker bij de kapel; pas vanaf 1460 volgden regelmatige betalingen. Daarbij tekende hij, zoals uit documenten van de hofkapel blijkt, als "Messire"; hij was dus priester. In het licht van het voorgaande is het verwonderlijk waarom hij 15 jaar lang genoegen heeft genomen met de bescheiden betrekking van klerk. Van 1 juni 1464 tot 12 maart 1465 en van 1 oktober 1465 tot 30 september 1466 behoort hij op last van zijn heer Filips de Goede tot de hofhouding van de graaf van Charolais, de latere hertog Karel de Stoute. Het kan niet anders of Morton moet Karel op zijn krijgstochten hebben begeleid. Aan de veeleer lange periode van relatieve vrede onder Filips de Goede kwam een eind met diens dood in 1467. Onder zijn opvolger Karel de Stoute werd het muziekleven aan het hof ingrijpend verstoord; vele zangers en componisten, onder wie Hayne van Ghizeghem, namen deel aan de vele krijgstochten die hun heer ondernam. Morton zal Hayne vermoedelijk goed gekend hebben, want een anoniem stuk beschrijft hoe ze allebei in Kamerijk hun virtuoze zang- en speelkunst demonstreerden.
Na de dood van Filips in 1467 werd Morton in de kapel van Karel de Stoute aangenomen. We weten dat hem van 20 juli tot 13 augustus 1470 verlof werd toegekend. Tussen 20 juni 1471 en 20 juli 1472 nam hij in de kapel de rang van "chappelain" aan. In het jaar 1475 verschijnt Morton nog maar sporadisch in de rekeningen; hij ontving nog slechts een vierde van het volle jaarloon. Na 1476 worden geen betalingen meer aangetroffen in de rekeningen. Op 1 februari 1476 nam Pierre Basin Mortons betrekking als "chappelain" over, kennelijk in uitvoering van een in 1475 toegekend recht. Mortons dood lijkt niet de oorzaak van de wissel te zijn, aangezien zijn overlijden nergens wordt vermeld. Dat hij ten minste in 1478 noch in leven was, blijkt uit een lijst waarop achterstallig loon van leden van de hertogelijke kapel werd opgetekend. Recenter onderzoek, gedaan in de archieven van het Vaticaan, toont bovendien aan dat hij nog in leven was in 1479; in dat jaar doet hij afstand van een Nederlandse parochie.
Er is een nooit bewezen of grondig onderzochte hypothese dat hij en een zekere Robert Morton die bisschop werd van Worcester en die in 1497 stierf; één en dezelfde persoon zijn. Dat enerzijds niets bekendstaat over het leven van de bisschop tussen 1456 en 1476, de periode waarin Robert Morton als componist aan het Bourgondische hof werkte, en dat anderzijds kardinaal John Morton, oom van de toekomstige bisschop, in Bourgondië verblijft in precies dezelfde periode als die waarin Robert uit de rekeningen verdwijnt, wordt dan aangevoerd als een argument om de bewering te staven.
Nadere biografische inlichtingen kunnen slechts worden ingewonnen uit de werken van Morton en andere componisten. Le souvenir en Souvenir tue bijvoorbeeld maakt gewag van Claude Bouton (1488) en diens familie. Het rondeau Il sera pour vous / L’homme armé zinspeelt op Simon le Breton (1473), die na de Bourgondische hofkapel in mei 1464 te hebben verlaten, naar Kamerijk trok. Die stad hebben Morton en Hayne van Ghizeghem minstens bij één gelegenheid samen bezocht; daarover geeft het anonieme rondeau La plus grant chiere verslag. Het gedicht ‘’Mon bien, m’amour, ma joye et mon desir‘, waarvan aangenomen wordt dat het de oorspronkelijke tekst van Mortons Mon bien ma joyeux is, bevat het acrostichon MARIE MORELET.

## Muziek
Gelet op het feit dat vrijwel het volledige Engelse muziekrepertoire uit de 15de eeuw in Engeland zelf, verloren is gegaan, ten gevolge van de opheffing van de kloosters door Hendrik VIII in de loop van de jaren 1530, is het niet verwonderlijk dat Mortons muziek hoofdzakelijk via bronnen op het vasteland tot ons is gekomen. Als hij in zijn vermoedelijke geboorteland een productief musicus is geweest, dan is daar wel elk spoor van verdwenen. Acht stukken hebben de tand des tijds overleefd, allemaal rondelen. Een van de meest beroemde ervan is de vroegste zetting van het lied "l'Homme arme", dat door vele componisten uit de vroege Renaissance werd gebruikt als cantus firmus voor hun missen. Dit stuk, een quodlibet, valt te dateren in mei 1464; het lijkt te zijn geschreven als een afscheidsgeschenk voor een andere hofcomponist, Simon le Breton.
Een ander rondeau, Le souvenir de vous me tue, was buitensporig geliefd; kopieën van dit stuk vonden hun weg over geheel Europa.
Alle Mortons overgeleverde, onbetwiste werken zijn zettingen van Franse teksten, hetgeen niet verwonderlijk is, want ze dateren alle uit zijn Bourgondische periode. Melodisch zijn ze wat eenvoudiger dan de muziek van tijdgenoten als Hayne of Antoine Busnois.
De muziektheoreticus en schrijver Johannes Tinctoris schreef met gloed over Morton, die hij "wereldberoemd" achtte te zijn. Hoewel veel van Mortons muziek verloren is gegaan, incluis alle sacrale werken die hij geschreven zou kunnen hebben, lijkt het erop dat hij invloed moet hebben gehad op andere componisten aan het Bourgondische hof. Wat er ook van zij, verschillende van zijn composities werden gebruikt als bronnenmateriaal voor missen van latere componisten zoals Josquin Desprez.

## Oeuvre
Van Morton zijn enkel chansons bewaard.

### Werken
1. Cousine trop vous abusés (rondeau, 3vv)
2. Il sera pour vous conbatu/L'homme armé (quodlibet; rondeau, 3vv; de authenticiteit ervan wordt in twijfel getrokken. De driestemmige zetting is anoniem; een vierstemmige wordt toegeschreven aan een verder onbekende „Borton“ (= Pieter Bordon of aan Antoine Busnois + Morton);
3. Le souvenir de vous me tue (rondeau, 3vv)
4. Mon bien ma joyeux (rondeau, 3vv) (enkel tekstincipit, het werk schijnt een nieuwe bewerking van het anonieme Bergerette Greveuse m’est vostre acointance te zijn, die in Washington als handschrift M.2.1 L.25 is overgeleverd);
5. N'aray je jamais mieulx que j'ay (rondeau, 3vv)
6. Paracheve ton entreprise (rondeau, 3vv)
7. Plus j'ay le monde (rondeau, 3vv)
8. Que pourroit plus faire une dame (rondeau, 3vv)

### Betwijfelbare toeschrijvingen
1. C'est temps perdu
2. Elend du hast umbfangen mich (ook bekend als Vive ma dame par amours)
3. Pues serviçio vos desplaze
4. Vien avante morte dolente

## Beoordeling
Ondanks zijn Engelse afkomst, behoort Morton volledig tot de Bourgondische school: zijn liederen zijn stilistisch nauw verwant aan die van Hayne van Ghizeghem en Antoine Busnois.
Alle stukken tonen buitengewone melodische ‘spaarzaamheid‘. In de contratenor ontbreekt volledig de vulling die zo typisch is voor Hayne van Ghizeghem; daar komen talrijke intervallen en kwintsprongen voor in de plaats.
Morton werd door zijn tijdgenoten Hothby en Johannes Tinctoris vermeld. Ofschoon zijn faam nooit verder heeft gereikt dan een kleine kring van kenners, waren zijn stukken ruim verspreid. Zijn chansons ‘’Le souvenir’’ (14 bronnen) en ‘’N’aray je jemais’’ (15 bronnen) behoren tot de hoogtepunten van het Bourgondische chanson.